# Agat Bay
Agat Bay är en vik i Guam (USA).   Den ligger i kommunen Agat, i den sydvästra delen av Guam, 13 km sydväst om huvudstaden Hagåtña.